# Matrisnorm
Inom matematik är en matrisnorm en naturlig förlängning av vektorrnormen för matriser.

## Egenskaper
En matrisnorm har samma egenskaper som en vektornorm, och följande gäller då för en matrisnorm i rummet {\displaystyle K_{m,n}}, då {\displaystyle K} är en kropp, till exempel de reella eller komplexa talen. {\displaystyle A} och {\displaystyle B} är matriser i {\displaystyle K_{m,n}}:
- {\displaystyle \|A\|\geq 0} med likhet om och endast om {\displaystyle A=0}
- {\displaystyle \|\alpha A\|=|\alpha |\|A\|} för alla {\displaystyle \alpha \in K}
- {\displaystyle \|A+B\|\leq \|A\|+\|B\|}

För kvadratiska matriser uppfyller vissa, men inte alla, matrisnormer
{\displaystyle \|AB\|\leq \|A\|\|B\|}
ett rum av reella eller komplexa kvadratiska matriser med en norm som uppfyller detta bildar en Banachalgebra.

## Inducerade normer
Om normer för {\displaystyle K^{m}} och {\displaystyle K^{n}} är givna (då {\displaystyle K} är någon kropp, exempelvis de reella eller komplexa talen), kan man definiera en inducerad norm (en så kallad operatornorm) på rummet av alla matriser med format m × n med:
{\displaystyle \|A\|=\max\{\|Ax\|:x\in K^{n},\|x\|\leq 1\}=\max\{\|Ax\|:x\in K^{n},\|x\|=1\}=\max\{{\frac {\|Ax\|}{\|x\|}}:x\in K^{n},\|x\|\neq 0\}}
Om vektornormen är en p-norm blir då matrisnormen:
{\displaystyle \|A\|_{p}=\max _{x\neq 0}{\frac {\|Ax\|_{p}}{\|x\|_{p}}}}
Om {\displaystyle p=1} eller {\displaystyle p=\infty } kan normen beräknas som:
{\displaystyle \|A\|_{1}=\max _{1\leq j\leq n}\sum _{i=1}^{m}|a_{ij}|}, dvs den största kolumnsumman (av elementens belopp)
{\displaystyle \|A\|_{\infty }=\max _{1\leq i\leq m}\sum _{j=1}^{n}|a_{ij}|}, den största radsumman.
Om {\displaystyle p=2} och {\displaystyle m=n} kallas den inducerade matrisnormen för spektralnormen och är lika med matrisens största singulärvärde eller den roten ur det största egenvärdet till den positivt definita matrisen {\displaystyle A^{*}A}:
{\displaystyle \|A\|_{2}={\sqrt {\lambda _{max}(A^{*}A)}}},
där {\displaystyle A^{*}} är det hermiteska konjugatet till {\displaystyle A}.

## Elementvisa normer
För matriser i {\displaystyle K_{m,n}}:

### Frobeniusnormen
Frobeniusnormen är i princip en förlängning av den vanliga euklidiska normen för vektorer:
{\displaystyle \|A\|_{F}={\sqrt {\sum _{i=1}^{m}\sum _{j=1}^{n}|a_{ij}|^{2}}}={\sqrt {\operatorname {tr} {(A^{*}A)}}}}
Där tr är matrisspåret och {\displaystyle A^{*}} betecknar {\displaystyle A}:s hermiteska konjugat.

### P-normen
En generalisering av Frobeniusnormen är p-normen:
{\displaystyle \|A\|_{p}=(\sum _{i=1}^{m}\sum _{j=1}^{n}|a_{ij}|^{p})^{1/p}}

### Maximalnormen
Maximalnormen är det till beloppet största talet i matrisen:
{\displaystyle \|A\|_{max}=\operatorname {max} {|a_{ij}|}}.